# 小保内敏幸
小保内 敏幸（おぼない としゆき、1950年〈昭和25年〉12月7日 - 2013年〈平成25年〉12月8日）は、日本の政治家。岩手県二戸市長（1期）。

## 来歴
岩手県二戸郡福岡町（現・二戸市）生まれ。岩手県立福岡高等学校を経て、日本大学生産工学部管理工学科に入り、1973年に卒業。翌年、二戸市役所に入り、都市計画、まちづくり推進、総務の各課長、市民生活、市民協働、総務の各部長を歴任する。その後、副市長となり、2010年1月の二戸市長選挙に無投票で当選した。
二戸市長を1期務め、2013年12月に急性心筋梗塞で死去した。